# Municipio de Loami
El municipio de Loami (en inglés: Loami Township) es un municipio ubicado en el condado de Sangamon en el estado estadounidense de Illinois. En el año 2010 tenía una población de 1070 habitantes y una densidad poblacional de 19,52 personas por km².

## Geografía
Según la Oficina del Censo de los Estados Unidos, el municipio tiene una superficie total de 54.81 km², de la cual 54,79 km² corresponden a tierra firme y (0,03 %) 0,02 km² es agua.

## Demografía
Según el censo de 2010, había 1070 personas residiendo en el municipio de Loami. La densidad de población era de 19,52 hab./km². De los 1070 habitantes, el municipio de Loami estaba compuesto por el 96,82 % blancos, el 0,84 % eran afroamericanos, el 0,19 % eran asiáticos y el 2,15 % eran de una mezcla de razas. Del total de la población el 1,59 % eran hispanos o latinos de cualquier raza.